# ブランドン・グッドウィン
ブランドン・グッドウィン (Brandon Goodwin, 1995年10月2日 - ) は、アメリカ合衆国・ジョージア州ノークロス出身のプロバスケットボール選手。NBAのクリーブランド・キャバリアーズと2ウェイ契約でクリーブランド・チャージに所属している。ポジションはポイントガード。

## 経歴

### メンフィス・ハッスル
フロリダ・ガルフ・コースト大学卒業後2018年のNBAドラフトにエントリーしたが指名されず、同年のサマーリーグでメンフィス・グリズリーズとキャンプ契約を交わした。しかし、開幕前の最後のロスターカットとして解雇された。その後、グリズリーズの傘下チームであるメンフィス・ハッスルのロスターに加えられた。

### デンバー・ナゲッツ
2018年11月29日、デンバー・ナゲッツと契約した。ナゲッツはNBAからインジャリーハードシップ救済の例外を認められ、それ以外のロスターにグッドウィンを加えることができたのであった。しかし、12月10日に1度も試合に出場することなく解雇された。
2018年12月13日にメンフィス・ハッスルに復帰したが、その3日後にナゲッツと2ウェイ契約を結び直した。

### アトランタ・ホークス

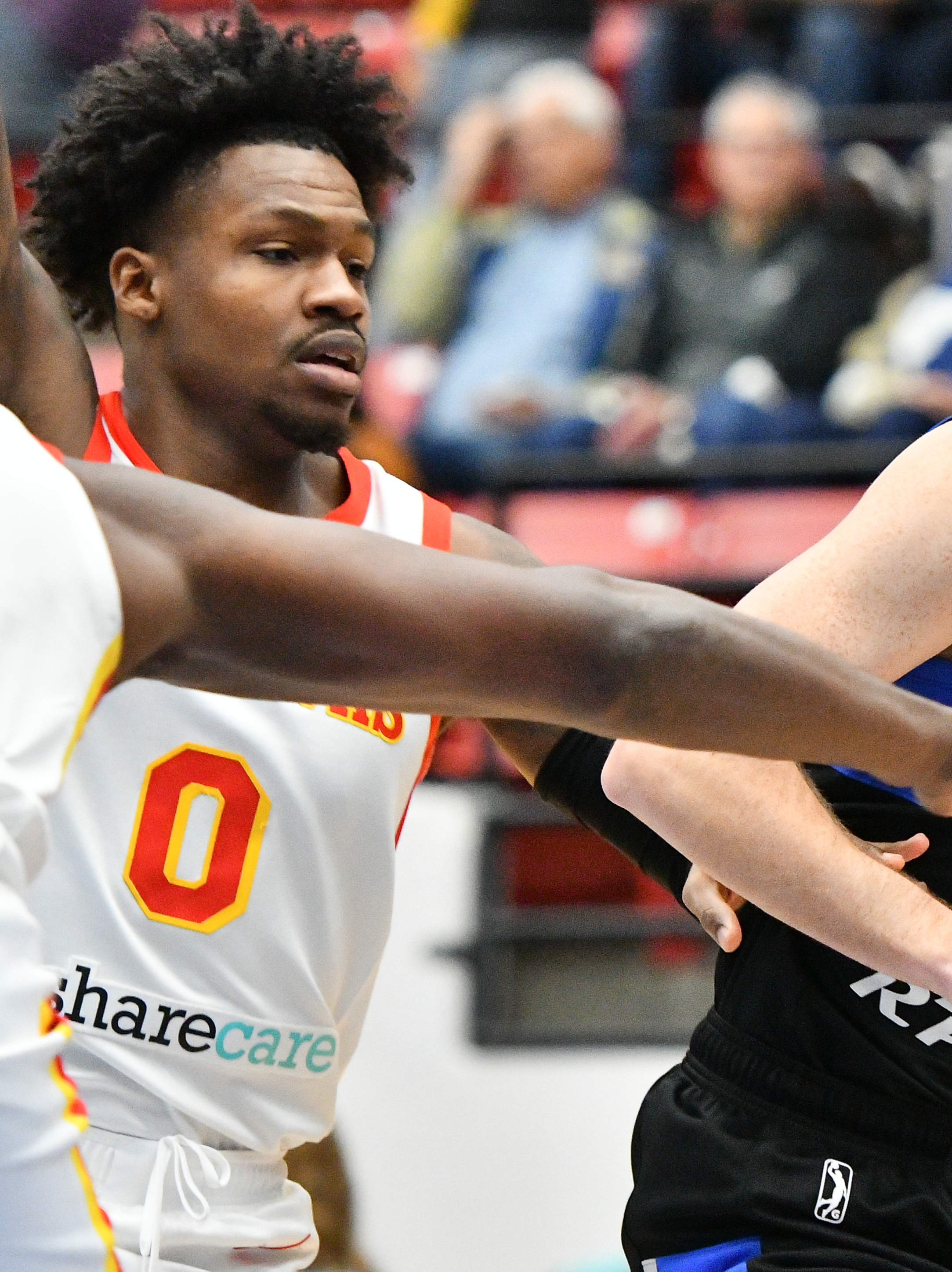
カレッジパーク・スカイホークスでのグッドウィン

2019年8月6日、アトランタ・ホークスと2ウェイ契約を締結した。2020年2月12日にホークスと複数年契約を再締結したことを発表した。

### ウェストチェスター・ニックス
10月14日、ニューヨーク・ニックスと契約したが、翌日に解雇された。その後、傘下チームのウェストチェスター・ニックスに入団した。

### クリーブランド・キャバリアーズ
2021年12月31日、ハードシップ免除によりクリーブランド・キャバリアーズと10日間契約を結んだ。2022年1月9日、グッドウィンの契約は2ウェイ契約に切り替えられた。

## 個人成績

### NBA

#### レギュラーシーズン
| シーズン | チーム | GP | GS | MPG  | FG%  | 3P%  | FT%  | RPG | APG | SPG | BPG | PPG |
| -------- | ------ | -- | -- | ---- | ---- | ---- | ---- | --- | --- | --- | --- | --- |
| 2018–19  | DEN    | 16 | 0  | 3.6  | .261 | .333 | .818 | .2  | .9  | .0  | .0  | 1.4 |
| 2019–20  | ATL    | 34 | 1  | 12.6 | .400 | .299 | .933 | 2.1 | 1.5 | .4  | .1  | 6.1 |
| 2020–21  | ATL    | 47 | 5  | 13.2 | .377 | .311 | .651 | 1.5 | 2.0 | .4  | .0  | 4.9 |
| 通算     | 通算   | 97 | 6  | 9.8  | .346 | .314 | .801 | 1.3 | 1.5 | .3  | .1  | 4.1 |